# Bairin Zuoqi
Bairin Zuoqi (lewa chorągiew Bairin; chiń. 巴林左旗; pinyin: Bālín Zuǒ Qí) – chorągiew w północno-wschodnich Chinach, w regionie autonomicznym Mongolia Wewnętrzna, w prefekturze miejskiej Chifeng. W 1999 roku liczyła 355 620 mieszkańców.